# Мартин Мерсеньє
Мартин Мерсеньє (фр. Martin Mercenier, лат. Martinus Mercenier, пол. Marcin Mercenier) — львівський лікар та політик. Лавник (1763—1767), райця (1767—1786) та бурмистр Львова (1770, 1772, 1775, 1778, 1780, 1783)

У січні 1773 р. після переходу Галичини під владу Габсбурґів, Мартин Мерсеньє як бурмистр міста, львівські райці, лавники, вірменські судді та члени колегії 40 мужів склали присягу на вірність імператриці Священної Римської імперії Марії Терезі. 10 січня підписаний ними текст присяги був переданий Антону фон Перґену, першому губернаторові Королівства Галичини та Володимирії.
Присяга львівського маґістрату Марії Терезі від 7 січня 1773 р.
| Nos Consules, Advocatus, Scabini, Iudices nationis Armenae Leopoliensis iuramus Deo Omnipotenti, quad sub nomine et auspiciis Augustissimae Mariae Theresiae Romanorum Imperatricis viduae, Hungariae, Bohemiaeque Reginae, Archiducis Austriae, civitati huic Leopoliensi fideles erimus iusteque secundum Deum, ius scriptum, legesque nostras ac aequitatem, divitis et pauperis, amici et inimici, civis et peregrini, discrimine sublato causas iudicambimus. Sic Nos Deus adiuvet et sancta Crux Jesu Christi. |